# Takashi Takabayashi
Takashi Takabayashi, född 2 augusti 1931 i Saitama prefektur, Japan, död 27 december 2009, var en japansk fotbollsspelare.